# کاوای، نارا
کاوای، نارا (به لاتین: Kawai, Nara) یک منطقهٔ مسکونی در ژاپن است که در استان نارا واقع شده‌است. کاوای ۱۷٬۸۳۱ نفر جمعیت دارد.